# We R Who We R
We R Who We R je píseň americké popové zpěvačky Keshy. Píseň pochází z reedice jejího debutového alba Animal Canibal. Produkce se ujali producenti Dr. Luke, Benny Blanco a Ammo.

## Seznam Písní
- Digitální stažení[1]

1. "We R Who We R"  – 3:24

## Hitparáda
| Země           | Umístění |
| -------------- | -------- |
| Austrálie      | 1        |
| Česko          | 20       |
| Kanada         | 2        |
| Nový Zéland    | 4        |
| Irsko          | 10       |
| Velká Británie | 1        |
| USA            | 1        |
| Slovensko      | 4        |
| Německo        | 23       |

| "Like A G6" od Far East Movement      | USA #1 hity 13. listopadu ~ 19. listopadu 2010 | "What's My Name" od Rihanna featuring Drake |
| "Only Girl (In the World)" od Rihanna | Australské #1 hity 8. listopadu 2010           | '                                           |

## Historie vydání
| Země        | Datum vydání   | Formát            |
| ----------- | -------------- | ----------------- |
| Kanada      | 22. října 2010 | Digitální stažení |
| USA         | 22. října 2010 | Digitální stažení |
| Rakousko    | 26. října 2010 | Digitální stažení |
| Belgie      | 26. října 2010 | Digitální stažení |
| Irsko       | 26. října 2010 | Digitální stažení |
| Itálie      | 26. října 2010 | Digitální stažení |
| Nizozemí    | 26. října 2010 | Digitální stažení |
| Nevý Zéland | 26. října 2010 | Digitální stažení |
| Švédsko     | 26. října 2010 | Digitální stažení |
| Švýcarsko   | 26. října 2010 | Digitální stažení |